# Paramesotriton yunwuensis
Espèce
Paramesotriton yunwuensis est une espèce d'urodèles de la famille des Salamandridae.

## Répartition
Cette espèce est endémique du Guangdong en République populaire de Chine. 

## Étymologie
Son nom d'espèce, composé de yunwu et du suffixe latin -ensis, « qui vit dans, qui habite », lui a été donné en référence au lieu de sa découverte, les monts Yunwe.

## Publication originale
- Wu, Jiang & Hanken, 2010 : A new species of newt of the genus Paramesotriton (Salamandridae) from southwestern Guangdong, China, with a new northern record of P. longliensis from western Hubei. Zootaxa, no 2494, p. 45-58.